# Albert Held
Albert Held (* 1. Januar 1865 in Villeneuve; † 27. Dezember 1960 in Le Châtelard, ursprünglich aus Bayern, später heimatberechtigt in Le Châtelard) war ein Schweizer Unternehmer.

## Leben
Albert Held kam am 1. Januar 1865 in Villeneuve als Sohn des Schreiners Georges Held und der Gouvernante Antonie geborene Reichstadt, die beide aus der Region Würzburg zugewandert waren, zur Welt. Albert Held war seit 1881 in der 1864 in Villeneuve gegründeten väterlichen Schreinerei beschäftigt.
Im Jahr 1898 eröffnete er seine eigene Schreinerei, nämlich die „Menuiserie Modèle“ in Montreux, deren Maschinen elektrisch angetrieben wurden. Geschätzt für die Qualität seiner Arbeit, wurde der Hotelier Ami Chessex auf Held aufmerksam, womit die Basis für seine Beteiligung an den meisten Hotelbauten der Waadtländer Riviera gelegt war. In Lausanne und Genf arbeitete Albert Held vor allem in den 1930er Jahren mit renommierten Westschweizer Architekten zusammen. Daneben war Held als Mitglied der Legislative zwischen 1906 und 1925 im Gemeinderat von Le Châtelard vertreten.
Er war seit 1892 mit Louise geborene Serex-Burger verheiratet. Albert Held verstarb am 27. Dezember 1960 fünf Tage vor Vollendung seines 96. Lebensjahres in Le Châtelard.